# Stepan Krasjeninnikov
Stepan Petrovitsj Krasjeninnikov (Russisch: Степан Петрович Крашенинников) (Moskou, 11 november [O.S. 31 oktober] 1711 - Sint-Petersburg, 8 maart [O.S. 25 februari] 1755) was een Russische zemleprochodets (ontdekkingsreiziger), botanicus, etnograaf, geograaf en onderzoeker van Siberië en Kamtsjatka. Hij was in het begin van de 18e eeuw de eerste die de geografie van het schiereiland Kamtsjatka beschreef.
In 1745 werd hij adjunct natuurlijke historie en botanica van de Sint-Petersburgse Academie van Wetenschappen en academicus van de Russische Academie van Wetenschappen en in 1750 werd hij de eerste professor voor natuurlijke historie en botanica van de Academie van Wetenschappen en tevens inspecteur op het academisch gymnasium. De vulkaan Krasjeninnikov op Kamtsjatka is naar hem vernoemd.

## Biografie

### Jeugd en opleiding
Krasjeninnikov werd geboren in het gezin van een soldaat uit het Preobrazjenski-regiment van de lijfwachten.
Hij studeerde van 1724 tot 1732 filosofie aan de Slavisch-Grieks-Latijn-Academie (nu de Theologische Academie en Seminarie van Moskou) en was een klasgenoot van Lomonosov. Hij was een van de beste studenten in Latijn en Grieks en eind 1732 werd hij per oekaze van de Senaat met 11 anderen toegelaten op het academisch gymnasium van de universiteit van Sint-Petersburg om zich te verdiepen in natuurkunde, geografie en natuurlijke historie. Na een aantal tests werd in 1733 tijdens een bijeenkomst van de Academie van Wetenschappen besloten dat hij als student werd toegelaten tot de Tweede Kamtsjatka-expeditie onder leiding van de professoren Johann Georg Gmelin (1709-1755), Gerhardt Friedrich Müller (1705-1783) en Louis De l'Isle de la Croyère (1688-1741).

### Reis door Siberië
Krasjeninnikov vergezelde Gmelin tijdens zijn drie jaar durende reis door Siberië (1733-1736). Hij hield een reisdagboek bij en schreef een aantal rapporten over de reis met informatie over de botanica, etnografie, zoölogie, geschiedenis en geografie van Siberië en stelde woordenboeken op van het Toengoezisch (Evenks) en het Boerjatisch.
Het gezelschap vertrok uit Sint-Petersburg op 19 augustus 1733. Tijdens de lange reis door de Oeral, de eerste voor Krasjeninnikov, voerden zij ondertussen historisch en geografisch onderzoek uit, bestudeerden de flora en fauna en verdiepten zich in de manieren en gebruiken van de bevolkingsgroepen die ze onderweg tegenkwamen. Ook hielp Krasjeninnikov Gmelin bij het verzamelen van een herbarium.
Tijdens Krasjeninnikovs verblijf in de regio rond de Jenisej (Priejenisejski kraj; in de huidige kraj Krasnojarsk) leerde hij de beginselen van wetenschappelijk onderzoek. Samen met Gmelin voerde hij meteorologisch onderzoek uit in Jenisejsk, ontleedde het tot dan toe onbekende Siberisch muskushert, dat was meegebracht uit de Sajan en zond de beenderen naar Sint-Petersburg.
Hij werd als student aangewezen om twee grotten met rotstekeningen van prehistorische volken te onderzoeken bij de Jenisej. Hij was hiermee een van de eerste Russische speleologen.
In de zomer van 1735 werd Krasjeninnikov eropuit gestuurd om de warme bronnen bij de rivier de Onon te onderzoeken. Na een moeilijke tocht door het onherbergzame taigagebergte stelde hij een gedetailleerde beschrijving op van deze bronnen.
Begin 1736 vertrok het gezelschap uit Irkoetsk en Krasjeninnikov bezocht en beschreef vervolgens ostrog Bargoezinski (de huidige nederzetting met stedelijk karakter Oest-Bargoezin in Boerjatië) en de micalagen aan de kust van het Baikalmeer. Vervolgens zwom hij over het meer naar het eiland Olchon en bereikte via een aantal taigapaden de ostrog Vercholenski (nu het dorp Vercholensk in de oblast Irkoetsk). Hij onderzocht minerale heetwaterbronnen in de loop van de rivieren Bargoezin en Gorjatsjaja en zoutwaterbronnen in twee zijrivieren van de Viljoej. Het gezelschap reed op paarden over de steppe vanaf de Baikal tot aan de bovenloop van de Lena en volgde haar loop over meer dan 2100 kilometer tot aan Jakoetsk. Krasjeninnikov volgde ook de Vitim en beschreef haar loop op gedetailleerde wijze. Eenmaal aangekomen in Jakoetsk, overwinterde het gezelschap hier.

### Reis door Kamtsjatka

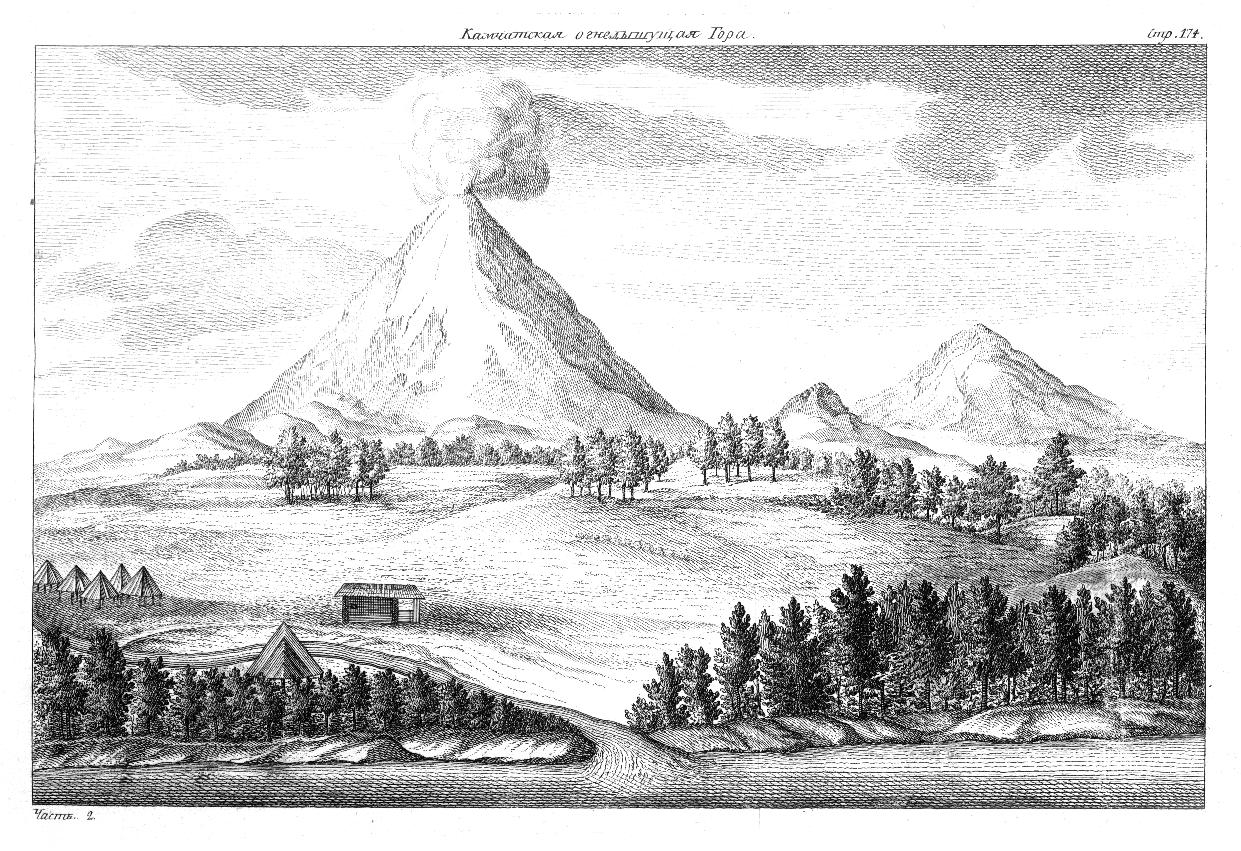
De berg Kamtsjatka. Illustratie uit Een verhaal van het land Kamtsjatka, Deel 1 van Stepan Krasjeninnikov

In juli 1737 verliet Krasjeninnikov het gezelschap en vertrok samen met een vertaler voor een anderhalve maand durende reis naar Kamtsjatka, om hier observaties te verrichten volgens het plan dat was opgesteld door Gmelin en Müller en om er de accommodatie voor de rest van het gezelschap (dat later volgde) voor te bereiden. Hij reisde via Ochotsk; eerst te voet en vervolgens verder naar het schiereiland met de zeilboot Fortoena.
Na aankomst in Ochotsk richtte Krasjeninnikov zich toe op het onderzoek van het gebied rond de havenplaats. Hij onderzocht er de getijden, verrichtte meteorologisch onderzoek, maakte zijn dagboek in orde, stelde afkomstlijsten op van de Lamoeten (Evenken) en bestudeerde de flora en fauna in de omgeving van de stad. Alvorens hij naar Kamtsjatka vertrok, stuurde hij een rapport naar Jakoetsk waarin hij de trakt tussen Jakoetsk en Ochotsk beschreef met de aangetroffen beesten, vogels en de meest interessante planten.
Op 16 oktober 1737 vertrok de jonge wetenschapper per zeilboot naar Kamtsjatka, maar toen hij het schiereiland naderde, raakte het schip verzeild in een storm en leed schipbreuk op de kust. Krasjeninnikov bereikte Kamtsjatka levend en wel, maar zijn eigendommen en uitrusting gingen verloren. De bemanning voer vervolgens met grote moeite met boomstamkano's vanaf de monding van de rivier de Bolsjaja stroomopwaarts naar de ostrog Bolsjeretsk, destijds het bestuurlijk centrum van Kamtsjatka. Uiteindelijk zou Krasjeninnikov vier jaar (van 1737 tot 1741) verblijven op het schiereiland.
Astronomieprofessor De l'Isle de la Croyère en adjunct lid van de Russische Academie van Wetenschappen Georg Wilhelm Steller zouden pas in 1740 op het schiereiland arriveren. Krasjeninnikov was daardoor op zichzelf aangewezen gedurende het grootste deel van zijn tijd in Kamtsjatka. Hij verzamelde uniek natuurgeschiedkundig materiaal in dit nog niet onderzochte en net onderworpen Russische gebied, haar flora en fauna, klimatologische omstandigheden, fysische geografie, mineralen, het leven en de taal van de oorspronkelijke bevolking (de Itelmenen en Ainu in het zuidelijke en de Korjaken in het centrale en noordelijke deel) en de geschiedenis van de Russische verovering en kolonisatie van Kamtsjatka. In januari 1738 onderzocht hij de heetwaterbronnen aan de instroom van de rivier de Baanjoe (nu de Bannaja). Ook begon hij die lente met verschillende assistenten (die hij rekruteerde uit de lokale soldaten en Kozakken) een grondig onderzoek van Kamtsjatka (over 350.000 km²), waarbij hij het schiereiland letterlijk dwars doorkruiste over de meridianen en parallellen. Hij passeerde hierbij meer dan 1700 kilometer kustlijn en legde al met al ruim 3500 kilometer af. Het Centraal Gebergte volgde hij over bijna 900 kilometer, oftewel driekwart van haar lengte. Afgezien van drie secties aan de kust, een relatief kort stuk in het westen en korte stukken in het zuidwesten en zuidoosten (gezamenlijk ongeveer 700 kilometer), onderzocht hij daarmee de hele kustlijn. Door het continent meerdere malen over te steken kon hij de basiskenmerken van de karakteristieken van het reliëf van Kamtsjatka bepalen.
Bij zijn reizen beschreef hij de vier oostelijke schiereilanden van Kamtsjatka (Sjipoenski, Kronotski, Kamtsjatski en Ozernoj) en de baaien en golven ertussen, waaronder de Avatsjabaai. Verder volgde hij de loop van de rivieren, waarbij hij als eerste de 758-kilometer lange Kamtsjatka volgde en beschreef een aantal meren, zoals het Nerpitsjemeer en het Kronotskojemeer. Ten slotte onderzocht hij bijna alle (tot dan toe bekende) vulkanen op het schiereiland, zoals de Avatsjinskaja Sopka, Korjakskaja Sopka, Kronotskaja Sopka, Tolbatsjik en de hoogste en meest actieve vulkaan; de Kljoetsjevskaja Sopka (met 4688 meter tevens de hoogste berg van Aziatisch Rusland).
Nadat hij zijn assistent Stepan Plisjkin met vertaler Michail Lepichin naar het "Koerilenland" (de Koerilen) had gestuurd, nadat het materiaal was verzameld, bezocht Krasjeninnikov in de lente van 1738 de vallei van de Paoezjetki (zijrivier van de Ozjernaja), waar hij een serie geisers ontdekte en beschreef, die tot 1,5 meter boven de grond opspoten. Een tweede groep van geisers, die tot 1,4 meter hoog spoten, ontdekte hij in de vallei van de rivier de Bannaja (zijrivier van de Bystraja).
In het najaar van 1739 vertrok Krasjeninnikov opnieuw voor een lange reis over het schiereiland. Met een boot voer hij stroomopwaarts de Bystraja op en van haar bovenloop vertrok hij naar de bovenloop van de Kamtsjatka, waar hij afzakte naar de ostrog Nizjnekamtsjatsk. Hier beschreef hij de belangrijkste meteorologische observaties die waren verricht onder leiding van leider Vasili Mochnatkin met betrekking tot het poollicht, dat hier goed te zien was in maart 1739.
Op 2 oktober 1740 kwamen de la Croyère en Steller weer naar Kamtsjatka om deel te nemen aan de ontdekkingsreis van Bering en Tsjirikov naar Noord-Amerika. Krasjeninninkov had zijn werkzaamheden in opdracht van Steller verricht en toen deze arriveerde, overhandigde hij hem het onderzoeksmateriaal, zijn dagboeken en de assistenten die hem hadden geholpen. Zelf bleef Krasjeninnikov die winter achter in Kamtsjatka om nog een lange reis te ondernemen over het schiereiland met als doel het leven van de Korjaken te observeren. Hierbij was hij getuige van een vulkaanuitbarsting van de Tolbatsjik.
Krasjeninnikov had met zijn expeditie een enorme prestatie geleverd: hij had de geschiedenis van Kamtsjatka onderzocht, alle rivieren en kreken die afwaterden op de oceaan tot in detail beschreven, had de heetwaterbronnen en de bewoonde plaatsen beschreven, had de natuur van de Koerilen en de Aleoeten beschreven en had enige informatie over het noordwesten van Amerika verkregen. Naast deze geografische bijdragen wist hij ook veel geologisch, meteorologisch, etnografisch, botanisch en zoölogisch materiaal te verzamelen en stelde hij een woordenboek op voor het Itelmeens en het Korjaaks.
In juni 1741 vertrok Krasjeninnikov per schip naar Ochotsk en reisde verder over land naar Jakoetsk en vervolgens verder via Irkoetsk en Tobolsk om in februari 1743 weer aan te komen in Sint-Petersburg, bijna tien jaar na de start van de expeditie. Uit zijn ruige dagboek kan berekend worden hoeveel kilometer hij aflegde; 25.733 wersten (27.451 kilometer) in Siberië en Kamtsjatka.

### Periode in Sint-Petersburg
De academici in Sint-Petersburg besloten, nadat ze de grote natuurhistorische kennis van Krasjeninnikov hadden waargenomen en de goede verslagen over zijn reis naar Kamtsjatka hadden bestudeerd, dat hij lid mocht blijven van de Academie van Wetenschappen om zich verder in de wetenschap te bekwamen. Krasjeninnikov begon daarop te werken in de hortus botanicus van de Academie van Wetenschappen.
In 1745 deed Krasjeninnikov een aanvraag voor de titel van adjunct, waarop de academische raad hem liet weten dat hij eerst zo snel als hij kon een thema op het gebied van de natuurhistorie moest uitwerken, zodat ze zijn successen beter konden beoordelen. Al na vier dagen presenteerde Krasjeninnikov een werk op het gebied van de ichtyologie en op 25 juli 1745 verkreeg hij daarop de titel van adjunct natuurlijke historie en botanie. Hij bleef in de hortus werken onder leiding van professor Iogann Sigizbek (1685-1755) en nadat deze werd ontheven van zijn functie in 1747 leidde hij de hortus zelf.
Krasjeninnikov werd voorgesteld om te beginnen met de verwerking van materiaal van de studie van Kamtsjatka. Hij kreeg hiervoor een manuscript van Steller, die onderweg terug van Berings expeditie was overleden in 1745.
Krasjeninnikov werd opgenomen in de groep van belangrijkste wetenschappers van de Academie van Wetenschappen, de visie van Lomonosov op zijn werk deelden en droeg hier bij aan de vorming van de Russische nationale wetenschap en cultuur. In 1749 werd hij gevraagd voor een commissie die de in Rusland controversiële dissertatie 'over het begin en de oorsprong van de naam van het Russische volk' van wetenschapper Gerhard Friedrich Müller moest beoordelen. Lomonosov was een fel tegenstander van de Noormannen-theorie die stelt dat het woord Rus haar oorsprong heeft in Scandinavië en wist Krasjeninnikov en de andere leden Trediakovski en N. I. Popov mee te krijgen, waarop de commissie zich uitsprak tegen deze theorie.
Op 11 april 1750 werd Krasjeninnikov aangesteld als wetenschapper en professor aan de nieuwe Faculteit Natuurlijke Historie en Botanica nadat hij daarvoor al een tijdlang de eerste Russische wetenschapper was die lesgaf in Botanica. In juni van dat jaar werd hij aangesteld als rector magnificus van de Academische Universiteit (de eerste universiteit van Rusland) en tevens als inspecteur van het academisch gymnasium.
Over de loop van de jaren verwerkte Krasjeninnikov het materiaal van zijn experimenten en schreef een boek over Kamtsjatka, waarin hij op gedetailleerde wijze de planten en dieren van Kamtsjatka beschreef, alsook de talen van de oorspronkelijke volken Itelmenen en Korjaken, waarmee hij naar verluidt zeer goed kon opschieten. Tegelijkertijd bestudeerde hij van 1749 tot 1752 de flora van het Gouvernement Sint-Petersburg. In 1752 ondernam Krasjeninnikov zijn laatste reis naar de regio rond het Ladogameer en Novgorod om er de flora van Ingermanland te bestuderen. Nadat hij zijn veldwerkmateriaal had verwerkt en bezig was met het klaarmaken van zijn manuscript voor publicatie, stierf hij plotseling op 25 februari 1755. Hij werd begraven op het kerkhof bij de Maria-Boodschapskerk (Blagovesjtsjenskoj tserkvi) op Vasiljevski-eiland. In 1988 werden zijn stoffelijke resten echter verplaatst naar de Lazarev-begraafplaats bij het Alexander Nevski-klooster.
Zijn boek werd postuum uitgegeven onder de titel Een verhaal van het land Kamtsjatka (Opisanie Zemli Kamtsjatki) en werd vertaald naar het Duits, Engels, Frans en Nederlands. Lange tijd vormde dit tweedelige werk het enige werk over Kamtsjatka in de Europese literatuur.

## Vernoemingen
Naar Krasjeninnikov zijn een eiland bij de zuidoostpunt van Kamtsjatka, een kaap (op Karaginski-eiland), een baai, een schiereiland en een vulkaan (nabij het Kronotskojemeer) op Kamtsjatka vernoemd.
Er is ook een plant naar hem vernoemd; de zeggesoort Carex krascheninnikovii Kom. ex V.I.Krecz., waarvan in 1909 exemplaren werden verzameld door Vladimir Komarov op de vulkaan Krasjeninnikov tijdens zijn reis door Kamtsjatka. Een groep van anjers die naar hem werden vernoemd; de Krascheninikowia Turcz., die werden beschreven door Nicolai Turczaninow (sic.), werd later hernoemd tot Minuartia krascheninnikovii Schischk.

## Werk
Het belangrijkste werk dat hij schreef was zoals gezegd Een verhaal van het land Kamtsjatka. Dit boek werd gepubliceerd in februari 1755; een tweede druk volgde in 1786 en een derde in 1818-1819. Het boek markeerde het begin van een nieuw genre van wetenschapsreizen door Rusland en Krasjeninnikovs kleurige verhalende schrijfstijl viel in de smaak bij een breed lezerspubliek. Het vormde samen met werken van Lomonosov, Soemarokov en Derzjavin de basis voor het Woordenboek van de Russische Academie (Slovarja Akademii Rossiejskoj), dat uitgegeven werd tussen 1789 en 1794 en dat het eerste wetenschappelijke woordenboek vormde in Rusland. Krasjeninnikovs boek werd in 1760 naar het Frans vertaald, in 1664 naar het Engels, in 1666 naar het (Hoog)Duits en in 1670 naar het Nederlands. Van 1767 tot 1770 volgden nieuwe uitgaven in het Frans en in 1771 en 1789 in het Duits. Karamzin schreef in het Panteon van Russische schrijvers (Panteone Rossiejskich avtorov) uit 1802 dat Krasjeninnikov stierf "tijdens die bewuste dag dat de laatste bladzijde van Verhaal van het land Kamtsjatka werd gedrukt".